# Y del seguro... líbranos, Señor!
Y del seguro… líbranos, Señor! es una película del género comedia de 1983, dirigida por Antonio del Real, que a su vez la escribió junto a Ignacio Cabal y Fermín Cabal, protagonizada por Juanjo Menéndez, Antonio Gamero y Antonio Banderas, entre otros. 
El filme se rodó en el Hospital de Móstoles, Madrid, España, fue realizado por Zafiro Films, y su fecha de estreno fue el 29 de abril de 1983.

## Sinopsis
A un actor le agarra un ataque al corazón y termina en un hospital, allí están equivocados y creen que es un inspector de sanidad.

## Reparto
| Actor/Actriz           | Personaje           |
| ---------------------- | ------------------- |
| Juanjo Menéndez        | Santiago Soria      |
| Antonio Gamero         | Segundo             |
| Alfonso Cabeza         | Manolo              |
| Carlos Santurio        | Gilberto            |
| Santiago Ramos         | Pedro               |
| Antonio Medina         |                     |
| Alfonso del Real       | Ramón               |
| Isabel Luque           |                     |
| Agustín González       | Arechavaleta        |
| Luis Barbero           | Alonso              |
| Carlos Larrañaga       | Ramiro              |
| Caco Senante           | Memo                |
| Ricardo Palacios       | Butragueño          |
| María Luisa Ponte      | Dra. Davico         |
| Antonio Banderas       | Pipi                |
| Blaki                  | Enfermero tartamudo |
| Cesáreo Estébanez      | Tino                |
| José Lifante           | Dr. Serrano         |
| Flora María Álvaro     |                     |
| Marisa Porcel          |                     |
| Julio Riscal           |                     |
| Adriano Domínguez      |                     |
| Esther Gala            |                     |
| Antonio Requena        |                     |
| Mónica Cano            |                     |
| Carmen Martínez Sierra |                     |
| Teófilo Calle          | José Antonio        |
| Carmen Rossi           | Gloria              |
| Juan Lombardero        |                     |
| Fabián Conde           | Guardia Civil       |
| Santiago de las Heras  |                     |
| Francisco J. Navarrete |                     |
| Esperanza Alonso       |                     |
| Ángela Bravo           |                     |
| Lola Bayo              |                     |
| José Antonio Correa    |                     |
| Pepín Salvador         |                     |
| Pedro Basanta          |                     |
| Vicente Cuesta         |                     |
| Diana Peñalver         |                     |
| Rosa Menéndez          |                     |
| Lucía Peralta          |                     |
| Francisco Maestre      | Camillero           |
| Antonio Ross           | Camillero           |
| María Cabrera          |                     |
| Pepa Serrano           |                     |
| Fernando Sala          |                     |
| Antonio Orengo         |                     |
| José María Labernié    |                     |
| José Segura            |                     |
| Concha Rabal           |                     |
| Javier Martín          |                     |
| Ismael Martín          |                     |
| Alfredo Enríquez       |                     |
| Antonio Parrilla       | Guardia Civil       |
| Javier de la Cima      |                     |
| Carlos Ruiz            |                     |